# Archiphora patagonica
Archiphora patagonica är en tvåvingeart som först beskrevs av Schmitz 1929.  Archiphora patagonica ingår i släktet Archiphora och familjen puckelflugor. Inga underarter finns listade i Catalogue of Life.